# Tempestade de inverno Elliot
A tempestade de inverno Elliot ocorreu no final de dezembro de 2022, quando um ciclone bomba extratropical trouxe condições de nevasca e tempestades de inverno para grande parte do Canadá e dos Estados Unidos, matando 91 pessoas, causando acidentes rodoviários em cadeia e fechamento de estradas e cancelando ou atrasando mais de 10 000 voos durante a movimentada temporada de viagens de Natal. A tempestade foi batizada não oficialmente de tempestade de inverno Elliott pelo The Weather Channel. O Serviço Nacional de Meteorologia em Buffalo, Nova Iorque, previu que esta seria uma "tempestade única em uma geração".

## História meteorológica

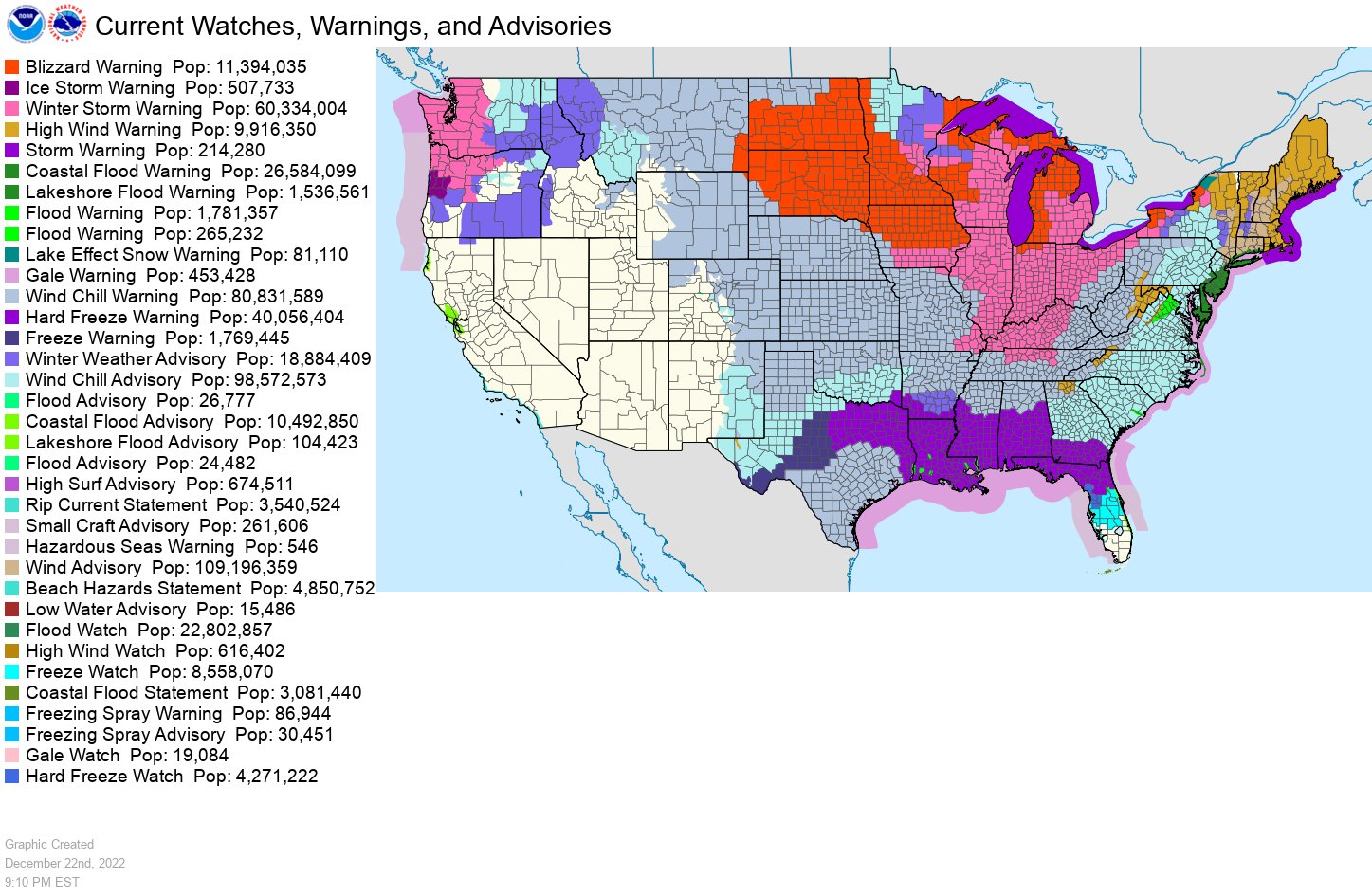
22 de dezembro de 2022, avisos e alertas emitidos pelo Serviço Nacional de Meteorologia

A tempestade começou a se formar em 21 de dezembro de 2022, fortalecendo-se sobre as Planícies do Norte. Começou a se intensificar no dia seguinte, com o The Weather Channel prevendo que se transformaria em um ciclone bomba. Em 23 de dezembro, o Serviço Nacional de Meteorologia confirmou que as condições de nevasca ocorreram em Cincinnati, Ohio, apesar de nenhum aviso de nevasca ter sido emitido. Quando a tempestade começou a deixar o país, trouxe a quarta maré alta mais alta já registrada para Portland, Maine. Pouco depois, um aviso de tempestade severa foi colocado em prática para a cidade de Nova York e para Long Island. A tempestade também provocou um recorde de neve no lago em Buffalo, que inicialmente caiu para 50 mm de chuva, mas depois convertida em neve e acumulada em 110 cm, e as 37,25 horas de condições de nevasca de Buffalo se tornaram a nevasca mais longa da história da cidade. No dia seguinte, o ar frio deixado na esteira da tempestade trouxe neve com efeito de oceano para Cabo Cod.
Em Ontário, entre as estações meteorológicas do aeroporto que relatam a velocidade do vento e visibilidade (Sarnia, Londres, Kitchener, Toronto, Hamilton, St. Catharines, Wiarton, Peterborough, Kingston, Ottawa), Kingston teve condições de nevasca (visibilidade reduzida para 400 m ou menos devido a neve soprando) das 14h do dia 23 de dezembro às 19h do dia 24 de dezembro Wiarton teve condições de nevasca do meio-dia às 21h do dia 23 de dezembro e Chatham teve visibilidade de 200 m das 8h às 19h Além disso, Santa Catarina teve sete horas de visibilidade de 400 m ou menos e Hamilton teve seis horas de 400 m ou menos de visibilidade, incluindo uma hora de zero metros de visibilidade. A metade sul da região de Niagara, incluindo Fort Erie, teve condições de nevasca durante a maior parte de 23 e 24 de dezembro, resultando em um estado de emergência regional e tantos carros presos nas estradas que os limpa-neves pararam de limpar.
Os ventos da tempestade criaram um Seicha no Lago Erie, resultando em níveis de água recordes na bacia ocidental do lago.

## Preparações
Em 22 de dezembro de 2022, o presidente Joe Biden pediu aos americanos que "levem esta tempestade extremamente a sério".
Em 21 de dezembro, o governador da Geórgia, Brian Kemp, declarou estado de emergência e alertou o público. Em 22 de dezembro, a governadora de Dakota do Sul, Kristi Noem, declarou uma emergência de tempestade de inverno para o estado e ativou a guarda nacional. Em 22 de dezembro, o estado de emergência também foi declarado no Colorado, Connecticut, Kansas, Kentucky, Maryland, Missouri, Carolina do Norte, Nova Iorque, Oklahoma, Virgínia Ocidental e Wisconsin.
A Environment Canada emitiu um alerta de nevasca para uma grande faixa do sudoeste e meio-oeste de Ontário (notavelmente não incluindo Toronto e a Golden Horseshoe), bem como o sul da região de Niágara, áreas a leste da Baía Georgiana e a extremidade leste do Lago Ontário, incluindo Kingston, enquanto os avisos de tempestade de inverno foram emitidos para o restante do Ontário Meridional.

## Impacto
| País           | Regiões            | Mortes |
| -------------- | ------------------ | ------ |
| Canadá         | Colúmbia Britânica | 4      |
| Estados Unidos | Carolina do Sul    | 3      |
| Estados Unidos | Colorado           | 4      |
| Estados Unidos | Geórgia            | 1      |
| Estados Unidos | Kansas             | 3      |
| Estados Unidos | Kentucky           | 3      |
| Estados Unidos | Maryland           | 1      |
| Estados Unidos | Michigan           | 1      |
| Estados Unidos | Mississipi         | 1      |
| Estados Unidos | Missouri           | 1      |
| Estados Unidos | Nebraska           | 1      |
| Estados Unidos | Nova Iorque        | 40     |
| Estados Unidos | Ohio               | 16     |
| Estados Unidos | Oklahoma           | 3      |
| Estados Unidos | Óregon             | 1      |
| Estados Unidos | Pensilvânia        | 1      |
| Estados Unidos | Dakota do Sul      | 1      |
| Estados Unidos | Tennessee          | 1      |
| Estados Unidos | Vermont            | 1      |
| Estados Unidos | Wisconsin          | 2      |
| Total: 0       | Total: 0           | 91     |

### Mortes
Mortes relacionadas a tempestades ocorreram por uma série de causas, como acidentes de carro, queda de galhos, eletrocussões e intoxicações por monóxido de carbono.
Em Oklahoma, as condições perigosas das estradas causadas pela tempestade causaram vários acidentes, matando uma pessoa. Em Kentucky, três pessoas morreram; dois morreram em acidentes de carro, enquanto o outro era "inseguro habitacional". Em Ohio, um acidente envolvendo mais de 50 veículos nas pistas no sentido leste da Ohio Turnpike no condado de Sandusky fechou a rodovia por várias horas e causou 4 mortes. A intensa nevasca na região de Buffalo, em Nova Iorque, causou 28 mortes, muitas delas pedestres desorientados e motoristas presos em seus carros por mais de dois dias.

### Infraestrutura

#### Interrupções de viagem
Interrupções generalizadas de viagens de todos os modos ocorreram em toda a área afetada.
Na área de Seattle, todos os ônibus operados pela King County Metro e pela Sound Transit foram cancelados devido ao gelo nas estradas. O Monotrilho de Seattle também foi suspenso.
Um engavetamento de cinquenta veículos ocorreu na tarde de sexta-feira na Ohio Turnpike, no condado de Sandusky, Ohio, com o eventual engavetamento estendendo-se pela fronteira do condado até o condado de Erie. O engavetamento envolveu pelo menos quinze veículos comerciais, incluindo caminhões semi-reboque. Quatro mortes, incluindo passageiros em pelo menos três veículos diferentes, foram relatadas como resultado desse engavetamento. Ambas as direções da rodovia foram fechadas no trecho entre a rota estadual 53 e a rota 4 até o meio da tarde de sábado, enquanto as equipes limpavam a estrada.
Em Michigan, a Autoridade de Trânsito Regional do Sudeste de Michigan cancelou todos os ônibus entre Detroit e Ann Arbor na sexta-feira devido à tempestade. Na região metropolitana de Detroit, a SMART suspendeu o serviço em suas três rotas de ônibus park & ride na sexta-feira.
Em Ontário, a GO Transit, que atende a área de Golden Horseshoe ao redor de Toronto, anunciou a implementação de seu plano de neve, que reduziu o serviço de trens de pico e suspendeu trens expressos, e cancelou alguns ônibus na região de Niágara, onde ventos de 100 km/h foram antecipado. Em Toronto, o TTC suspendeu o serviço em 41 paradas de ônibus em locais montanhosos e suspendeu o serviço na linha Linha Scarborough RT.
Na cidade de Nova Iorque, a balsa de Staten Island ficou suspenso por cerca de uma hora.

#### Atrasos e cancelamentos de voos
A tempestade cancelou pelo menos 1 000 voos até 21 de dezembro, de acordo com a empresa de rastreamento de voos FlightAware, com o Aeroporto Internacional de Denver cancelando 500 voos. Em 22 de dezembro, a FlightAware informou que mais de 10 000 voos foram atrasados ou cancelados.
Em Massachusetts, o Aeroporto Internacional Logan foi forçado a cancelar todos os voos em 23 de dezembro de 2022. Isso levou a problemas significativos para muitos que estavam viajando nas férias.
A tempestade fechou duas das três pistas operacionais do Aeroporto Internacional de Seattle-Tacoma. A Alaska Airlines suspendeu temporariamente os voos do Aeroporto Internacional de Seattle-Tacoma e do Aeroporto Internacional de Portland em 23 de dezembro. A WestJet cancelou 126 voos na Colúmbia Britânica e 140 voos em Ontário e Quebec.

#### Fechamentos de estradas e acidentes
Fechamentos de estradas também foram prevalentes durante a tempestade. Em Dakota do Norte, trechos da Interstate 94, US Route 281, U.S. Route 52 e North Dakota Highway 46 foram fechados. Partes da Interestadual 435 também fecharam em Kansas City, Missouri. Em Nova Jérsia, várias rodovias interestaduais, bem como a Rota 440 de Nova Jérsia, foram fechadas para viagens comerciais até novo aviso a partir das 9h do dia 23 de dezembro. A Interestadual 94 teve vários acidentes graves no oeste de Michigan. Várias rodovias importantes no oeste do estado de Nova Iorque foram fechadas. Parte da Henry Hudson Parkway foi fechada no Bronx. A Ohio Turnpike foi fechada em ambas as direções devido a vários acidentes, um dos quais envolveu mais de 50 veículos e resultou em 4 mortes. No condado de Gallatin, Kentucky, a Interestadual 71 foi fechada devido a vários acidentes.
No sudoeste de Ontário, a Highway 401 foi fechada em 23 de dezembro entre Londres e Tilbury, a oeste de Chatham, devido a cerca de 100 veículos, incluindo vários semi-reboques, envolvidos em várias colisões, enquanto a Rodovia 402 foi fechada entre Londres e Sarnia por causa de um engavetamento de 50 veículos e condições em deterioração. No início da tarde, a Polícia Provincial de Ontário (OPP) anunciou que todas as rodovias e estradas nos condados de Perth e Huron foram fechadas devido às condições de nevasca, enquanto no final da tarde a OPP fechou todas as rodovias e estradas nos condados de Bruce e Dufferin, alguns no Condado de Gray e na Rodovia 21 entre Sarnia e Grand Bend no condado de Lambton. Todas as pontes entre a região de Niagara no Canadá e a área de Niagara Falls /Buffalo no estado de Nova Iorque foram fechadas às 16h30 do dia 23 de dezembro devido à proibição de viagens em todo o condado no estado de Nova Iorque. Enquanto a Rodovia 401 foi reaberta no início da noite de 24 de dezembro, a Rodovia 402 e todas as estradas nos condados de Perth, Huron, Bruce e Gray permaneceram fechadas na noite de 24 de dezembro.
Na véspera de Natal, um ônibus caiu na British Columbia Highway 97C entre Kelowna e Merritt devido às "estradas geladas" após a tempestade. O acidente matou quatro pessoas e feriu 36.

#### Atrasos e cancelamentos de trens
Vários trens da Amtrak foram atrasados, operaram em horários modificados ou foram totalmente cancelados devido à tempestade.
A VIA Rail do Canadá teve problemas relacionados ao clima, com nove trens no Corredor Quebec City-Windsor atrasaram-se em 23 e 24 de dezembro devido a árvores e galhos caindo nos trilhos ou nos próprios trens; passageiros de alguns trens ficaram presos perto de Cobourg por mais de 18 horas. Na tarde de 24 de dezembro, um trem de mercadorias descarrilou, forçando a VIA a cancelar todos os trens entre Toronto e Ottawa ou Montreal naquele dia, 25 e 26 de dezembro.
Na área metropolitana de Nova Iorque, os trens sofreram atrasos devido às inundações. A Long Island Rail Road foi fechada em ambas as direções entre Penn Station e Long Beach devido a inundações repentinas, e a linha Metro North Hudson foi temporariamente suspensa entre Poughkeepsie e Peekskill por causa de inundações também. O New Jersey Transit sofreu atrasos de até 30 minutos.

#### Proibições de viagem
A cidade de Niagara Falls, em Nova Iorque, emitiu uma proibição de viagens com exceções para viagens essenciais. Erie County, NY, que inclui a cidade de Buffalo, seguiu o exemplo logo depois.

#### Emergências energéticas
A Federal Motor Carrier Safety Administration declarou uma emergência cobrindo 44 estados dos EUA e Washington, D.C., em 22 de dezembro, suspendendo os limites estatutários de tempo de direção e outras restrições regulatórias. Colorado, Iowa, Carolina do Norte, Dakota do Sul e Wisconsin fizeram declarações semelhantes em nível estadual.

#### Quedas no fornecimento de eletricidade
Em 23 de dezembro, poweroutage.us informou que cerca de 1 500 000 clientes estavam sem energia. Dessas quedas de energia, o Maine registrou mais de 250 000 clientes, e houve mais de 180 000 clientes na Carolina do Norte e mais de 100 000 na Virgínia, Tennessee e Nova Irque cada. A alta carga fez com que a Autoridade do Vale do Tennessee, no sudeste dos Estados Unidos, anunciasse várias horas de apagões contínuos em grande parte de sua área de serviço. A Duke Energy seguiu o exemplo por causa das baixas temperaturas em 24 de dezembro.
Cerca de 345 000 residências em Quebec ficaram sem energia no auge da tempestade, incluindo 92 000 residências na área da cidade de Quebec. Em Ontário, 180 000 residências ficaram sem energia em determinado momento, mas Toronto não foi afetada. Dezenas de milhares de pessoas ficaram sem energia no Canadá Atlântico, incluindo mais de 20 000 residências em Novo Brunswick.

### Adiamentos
A National Hockey League adiou dois jogos originalmente programados para 23 de dezembro: o jogo Detroit Red Wings – Ottawa Senators foi transferido para 27 de fevereiro, e o jogo Tampa Bay Lightning – Buffalo Sabres foi remarcado para 4 de março. O jogo de estrada do Buffalo Sabres contra o Columbus Blue Jackets em 27 de dezembro também foi adiado enquanto a proibição de viagens da área de Buffalo permaneceu em vigor.
A National Football League adiou o início de um jogo entre o Tennessee Titans e o Houston Texans por uma hora por causa dos blecautes na área.

### Fechamentos
A processadora de alimentos Tyson Foods suspendeu as operações em algumas de suas fábricas como resultado da tempestade. Muitos serviços de entrega, incluindo Amazon, FedEx, UPS e USPS, tiveram grandes atrasos nos centros ou fechamentos de locais de processamento devido às condições climáticas.
No sul de Ontário, a maioria dos conselhos escolares, incluindo aqueles no extremo leste de Ottawa, fecharam as escolas em 23 de dezembro.
Muitos parques nacionais nos Estados Unidos fecharam devido à tempestade de inverno. Isso incluiu, entre outros, o Sítio Histórico Nacional Knife River Indian Villages em Dakota do Norte, o Parque Nacional Badlands em Dakota do Sul, o Parque Histórico Nacional Appomattox Court House na Virgínia e o Sítio Histórico Nacional Carl Sandburg Home na Carolina do Norte.

### Cancelamentos no Natal
Muitas pessoas tiveram que cancelar seus planos para o feriado de Natal. A CNN relata que "destruiu os planos de Natal" O Washington Post chama isso de "tempestade de inverno da semana de Natal", observando que mais de 16.000 voos foram cancelados durante a temporada de viagens mais movimentada do ano.

## Onda de frio
Depois que a tempestade atingiu, uma onda de frio generalizada se moveu pela América do Norte.
- Denver viu 10 cm de neve, pois as temperaturas caíram para −31 °C, a temperatura mais baixa na cidade desde exatamente 32 anos atrás, e apenas um grau abaixo do recorde mensal de baixa. Partes do estado viram mais de trinta centímetros de neve.[118][119][120] Denver viu sua maior queda horária de temperatura em 21 de dezembro, das 16h às 17h, quando as temperaturas caíram de 6 °C a −15 °C,[121] e a queda total de 11 °C a −31 °C tornou-se a segunda maior oscilação de temperatura em dois dias em Denver.[122] Com uma alta de apenas −21 °C (−6 °F), a temperatura média em Denver de −26 °C foi a segunda temperatura média mais baixa já registrada.[123]
- Cheyenne, Wyoming, quebrou seu recorde de queda de temperatura por hora em apenas 30 minutos, quando as temperaturas caíram de 6 °C a −16 °C das 13h05 às 13h35.[124] Em Casper, a mínima de −41 °C estabeleceu um recorde de todos os tempos.[125]
- Em Malta, Montana, a sensação térmica chegou a −58 °C.[126]
- Em Nashville, a mínima de −18 °C foi a temperatura mais baixa na cidade desde 1996.[127]
- Em Nova Iorque, a temperatura caiu de 9 °C a −8 °C em seis horas empatou com a segunda maior queda de temperatura de seis horas já registrada na cidade de Nova Iorque.[128]
- Em 23 de dezembro, Atenas, na Geórgia, registrou a temperatura mais baixa desde 1989 e estabeleceu um recorde diário de baixa temperatura de −12 °C.[129]
- Em 24 de dezembro, novos recordes de baixas temperaturas foram estabelecidos em Pittsburgh, Pensilvânia, e Charleston, Carolina do Sul, em −21 °C e −7 °C respectivamente.[130] A maior parte da área metropolitana de Nova Iorque observou recordes altos de frio em 24 de dezembro, no entanto, a miníma em Central Park de −9 °C não quebrou o recorde.[131] Várias cidades da Costa Leste registraram recordes altos de frio na véspera de Natal, no entanto. Washington, D.C. estabeleceu um recorde para a temperatura mais baixa na véspera de Natal aos −6 °C,[132] Filadélfia estabeleceu um frio recorde de −8 °C,[133] Baltimore empatou seu recorde de frio de −16 °C,[134] e Mount Pocono, Pensilvânia, quebraram seu recorde de frio para a data chegando a −16 °C.[135] Em Baltimore, o Baltimore Ravens experimentou sua temperatura inicial mais fria já registrada, aos −8 °C, com uma sensação térmica de apenas −17 °C.[136]
- Tampa congelou em noites consecutivas pela primeira vez desde 2010.[137] Algumas partes da Flórida Central registraram rajadas de granizo e neve no Natal.[138] O Natal registrou as temperaturas mais baixas já registradas em Miami, com 10 °C, Fort Lauderdale em 9 °C, Naples a 11 °C e empatou o recorde em Palm Beach com 8 °C. Em Fort Lauderdale, a alta empatou com a segunda alta mais fria já registrada.[139]